# Vòng loại Cúp bóng đá nữ châu Phi 2016
Vòng loại Cúp bóng đá nữ châu Phi 2016 được tổ chức nhằm tìm ra các đội tuyển tham dự vòng chung kết.
Có 23 đội tuyển tham dự vòng loại. Ở vòng một, 18 đội tuyển được phân cặp. Chín đội tuyển đi tiếp, cùng năm đội tuyển được miễn vòng một, được chia thành bảy cặp. Bảy đội chiến thắng lọt vào vòng chung kết.
Vòng loại thi đấu theo thể thức loại trực tiếp sân nhà sân khách. Nếu hai đội hòa sau hai lượt, luật bàn thắng sân khách sẽ được áp dụng, và nếu vẫn hòa thì hai đội sẽ bước vào loạt luân lưu.

## Vòng một
| Đội 1        | TTS          | Đội 2      | Lượt đi | Lượt về |
| ------------ | ------------ | ---------- | ------- | ------- |
| Mali         | 2–1          | Maroc      | 0–0     | 2–1     |
| Tanzania     | 2–3          | Zimbabwe   | 1–2     | 1–1     |
| Zambia       | 5–3          | Namibia    | 3–1     | 2–2     |
| Libya        | 0–12         | Ai Cập     | 0–8     | 0–4     |
| Algérie      | 2–1          | Ethiopia   | 1–0     | 1–1     |
| Kenya        | w.o.         | CHDC Congo | —       | —       |
| Sénégal      | 1–1 ((4–2 p) | Guinée     | 1–0     | 0–1     |
| Burkina Faso | 0–2          | Tunisia    | 0–0     | 0–2     |
| Botswana     | 11–0         | Mauritius  | 7–0     | 4–0     |

| Mali | 0–0     | Maroc |
| ---- | ------- | ----- |
|      | Báo cáo |       |

| Maroc     | 1–2     | Mali                     |
| --------- | ------- | ------------------------ |
| Jraidi 4' | Báo cáo | Baradji 36' · Diarra 75' |

Mali thắng với tổng tỉ số 2–1.
| Tanzania  | 1–2     | Zimbabwe      |
| --------- | ------- | ------------- |
| Omary 17' | Báo cáo | Jeke 20', 48' |

| Zimbabwe    | 1–1     | Tanzania         |
| ----------- | ------- | ---------------- |
| Kaitano 11' | Báo cáo | Minja 4' (ph.đ.) |

Zimbabwe thắng với tổng tỉ số 3–2.
| Zambia                        | 3–1     | Namibia    |
| ----------------------------- | ------- | ---------- |
| Sosala 3', 45+2' · Chanda 22' | Báo cáo | Jossob 89' |

| Namibia                  | 2–2     | Zambia         |
| ------------------------ | ------- | -------------- |
| Coleman 48', 78' (ph.đ.) | Báo cáo | Chanda 3', 46' |

Zambia thắng với tổng tỉ số 5–3.
| Libya | 0–8     | Ai Cập                                                                                |
| ----- | ------- | ------------------------------------------------------------------------------------- |
|       | Báo cáo | Shoukry 4', 9', 12', 54' · Ali 28' · Ahmed 32' (ph.đ.) · Gazy 69' · Hidar 86' (ph.đ.) |

| Ai Cập                                            | 4–0     | Libya |
| ------------------------------------------------- | ------- | ----- |
| Tarek 4' · Mohammed 25' · Ahmed 36' · Shoukry 82' | Báo cáo |       |

Ai Cập thắng với tổng tỉ số 12–0.
| Algérie      | 1–0     | Ethiopia |
| ------------ | ------- | -------- |
| Zerrouki 60' | Báo cáo |          |

| Ethiopia  | 1–1     | Algérie      |
| --------- | ------- | ------------ |
| Abera 34' | Báo cáo | Zerrouki 85' |

Algérie thắng với tổng tỉ số 2–1.
| Kenya | Bị hủy  | CHDC Congo |
| ----- | ------- | ---------- |
|       | Báo cáo |            |

| CHDC Congo | Bị hủy  | Kenya |
| ---------- | ------- | ----- |
|            | Báo cáo |       |

Kenya đi tiếp sau khi CHDC Congo bỏ cuộc.
| Sénégal     | 1–0     | Guinée |
| ----------- | ------- | ------ |
| Diakhaté 5' | Báo cáo |        |

| Guinée            | 1–0     | Sénégal |
| ----------------- | ------- | ------- |
| Kanté 82'         | Báo cáo |         |
| Loạt sút luân lưu |         |         |
|                   | 2–4     |         |

Tổng tỉ số 1–1. Sénégal thắng với tổng tỉ số 4–2.
| Burkina Faso | 0–0     | Tunisia |
| ------------ | ------- | ------- |
|              | Báo cáo |         |

| Tunisia               | 2–0     | Burkina Faso |
| --------------------- | ------- | ------------ |
| Mami 52' · Mchara 89' | Báo cáo |              |

Tunisia thắng với tổng tỉ số 2–0.
| Botswana                                                                                    | 7–0     | Mauritius |
| ------------------------------------------------------------------------------------------- | ------- | --------- |
| Mahlasela 19', 52' · Otlhagile 45' · Motlhale 62' · Ngenda 71' · Selebatso 87' · Mathlo 90' | Báo cáo |           |

| Mauritius | 0–4     | Botswana                                        |
| --------- | ------- | ----------------------------------------------- |
|           | Báo cáo | Lesaane 27' · Tholakele 28', 74' · Ramafifi 68' |

Botswana thắng với tổng tỉ số 11–0.

## Vòng hai
| Đội 1    | TTS     | Đội 2           | Lượt đi | Lượt về |
| -------- | ------- | --------------- | ------- | ------- |
| Mali     | awd.    | Guinea Xích Đạo | 1–1     | 1–2     |
| Zimbabwe | 4–2     | Zambia          | 1–0     | 3–2     |
| Ai Cập   | 2–2 (a) | Bờ Biển Ngà     | 1–0     | 1–2     |
| Algérie  | 3–3 (a) | Kenya           | 2–2     | 1–1     |
| Sénégal  | 1–3     | Nigeria         | 1–1     | 0–2     |
| Tunisia  | 1–6     | Ghana           | 1–2     | 0–4     |
| Botswana | 0–5     | Nam Phi         | 0–2     | 0–3     |

| Mali       | 1–1     | Guinea Xích Đạo |
| ---------- | ------- | --------------- |
| Diarra 89' | Báo cáo | Añonma 2'       |

| Guinea Xích Đạo         | 2–1     | Mali      |
| ----------------------- | ------- | --------- |
| Boho · Adriana Tiga 90' | Báo cáo | Koite 53' |

Guinea Xích Đạo thắng với tổng tỉ số 3–2.
Tuy nhiên Mali lọt vào vòng chung kết do Guinea Xích Đạo đưa vào sân cầu thủ không đủ tư cách thi đấu.
| Zimbabwe      | 1–0     | Zambia |
| ------------- | ------- | ------ |
| Bhasopo 45+1' | Báo cáo |        |

| Zambia                        | 2–3     | Zimbabwe                          |
| ----------------------------- | ------- | --------------------------------- |
| Sosala 24' · Zulu 60' (ph.đ.) | Báo cáo | Bhasopo 7' · Zulu 39' · Msipa 90' |

Zimbabwe thắng với tổng tỉ số 4–2.
| Ai Cập    | 1–0     | Bờ Biển Ngà |
| --------- | ------- | ----------- |
| Samir 45' | Báo cáo |             |

| Bờ Biển Ngà           | 2–1     | Ai Cập    |
| --------------------- | ------- | --------- |
| Elloh 38' · Nrehy 43' | Báo cáo | Gamal 86' |

Tổng tỉ số 2–2. Ai Cập thắng nhờ luật bàn thắng sân khách.
| Algérie                    | 2–2     | Kenya                           |
| -------------------------- | ------- | ------------------------------- |
| Bouhenni-Benziane 28', 89' | Báo cáo | Sekouane 78' (l.n.) · Adoum 84' |

| Kenya     | 1–1     | Algérie               |
| --------- | ------- | --------------------- |
| Mango 75' | Báo cáo | Bouhenni-Benziane 22' |

Tổng tỉ số 3–3. Kenya thắng nhờ luật bàn thắng sân khách.
| Sénégal      | 1–1     | Nigeria  |
| ------------ | ------- | -------- |
| Diakhaté 52' | Báo cáo | Wogu 45' |

| Nigeria                      | 2–0     | Sénégal |
| ---------------------------- | ------- | ------- |
| Chikwelu 36' · Igbinovia 46' | Báo cáo |         |

Nigeria thắng với tổng tỉ số 3–1.
| Tunisia              | 1–2     | Ghana                    |
| -------------------- | ------- | ------------------------ |
| Kaabachi 33' (ph.đ.) | Báo cáo | Suleman 50' · Adubea 84' |

| Ghana                                      | 4–0     | Tunisia |
| ------------------------------------------ | ------- | ------- |
| Suleman 28', 85' · Boakye 34' · Adubea 77' | Báo cáo |         |

Ghana thắng với tổng tỉ số 6–1.
| Botswana | 0–2     | Nam Phi        |
| -------- | ------- | -------------- |
|          | Báo cáo | Mollo 69', 73' |

| Nam Phi                                          | 3–0     | Botswana |
| ------------------------------------------------ | ------- | -------- |
| Makhabane 19' (ph.đ.) · Mollo 27' · Nyandeni 36' | Báo cáo |          |

Nam Phi thắng với tổng tỉ số 5–0.